# Les Douze Travaux d'Astérix
Pour les articles homonymes, voir Douze travaux (homonymie).
Série Astérix en animation
Astérix et Cléopâtre
(1968) Astérix et la Surprise de César
(1985)
Pour plus de détails, voir Fiche technique et Distribution.
Les Douze Travaux d'Astérix est un film d'animation franco-britannique réalisé par René Goscinny et Albert Uderzo, sorti en 1976.
Troisième dessin animé adapté de la bande dessinée française Astérix, le film se base pour la première fois sur une histoire originale, inspirée des douze travaux d'Hercule. Après une énième défaite face au village gaulois, Rome redoute qu'ils soient des dieux : pour le vérifier, Jules César soumet ses irréductibles adversaires — représentés par Astérix et Obélix — à une série d'épreuves uniquement surmontables par les dieux, afin de sceller le sort du village. Suivant une structure de film à sketches, l'alternance de défis variés est propice aux séquences musicales, à la caricature, la parodie, la satire, l'absurde et à la mise en abyme.
Après Astérix et Cléopâtre (1968), il s'agit du second et dernier film d'animation réalisé par les auteurs originaux. Échaudés par leur collaboration avec Belvision, Goscinny et Uderzo fondent les studios Idéfix, avec leur éditeur Georges Dargaud, pour produire le long-métrage. Aboutissement d'un vieux rêve, la création de leur propre studio d'animation à Paris évite l'interférence d'intermédiaires, permet d'allouer de plus grands moyens et assure ainsi aux auteurs un meilleur contrôle de la qualité de l'animation. Ils conçoivent le film avec l'aide de Pierre Tchernia. La réalisation est supervisée par les animateurs Pierre Watrin et Henri Gruel.
À sa sortie, Les Douze Travaux d'Astérix est un grand succès avec 2,2 millions d'entrées en France et plus de sept millions en Allemagne. La critique salue le perfectionnement de l'animation. Les studios Idéfix enchaînent avec une adaptation de Lucky Luke, La Ballade des Dalton (1978), dont la production est endeuillée par la mort de Goscinny survenue l'année suivante, précipitant la fermeture de la société en difficulté financière. Il faut attendre près de dix ans avant la sortie d'un nouvel Astérix au cinéma.

## Synopsis

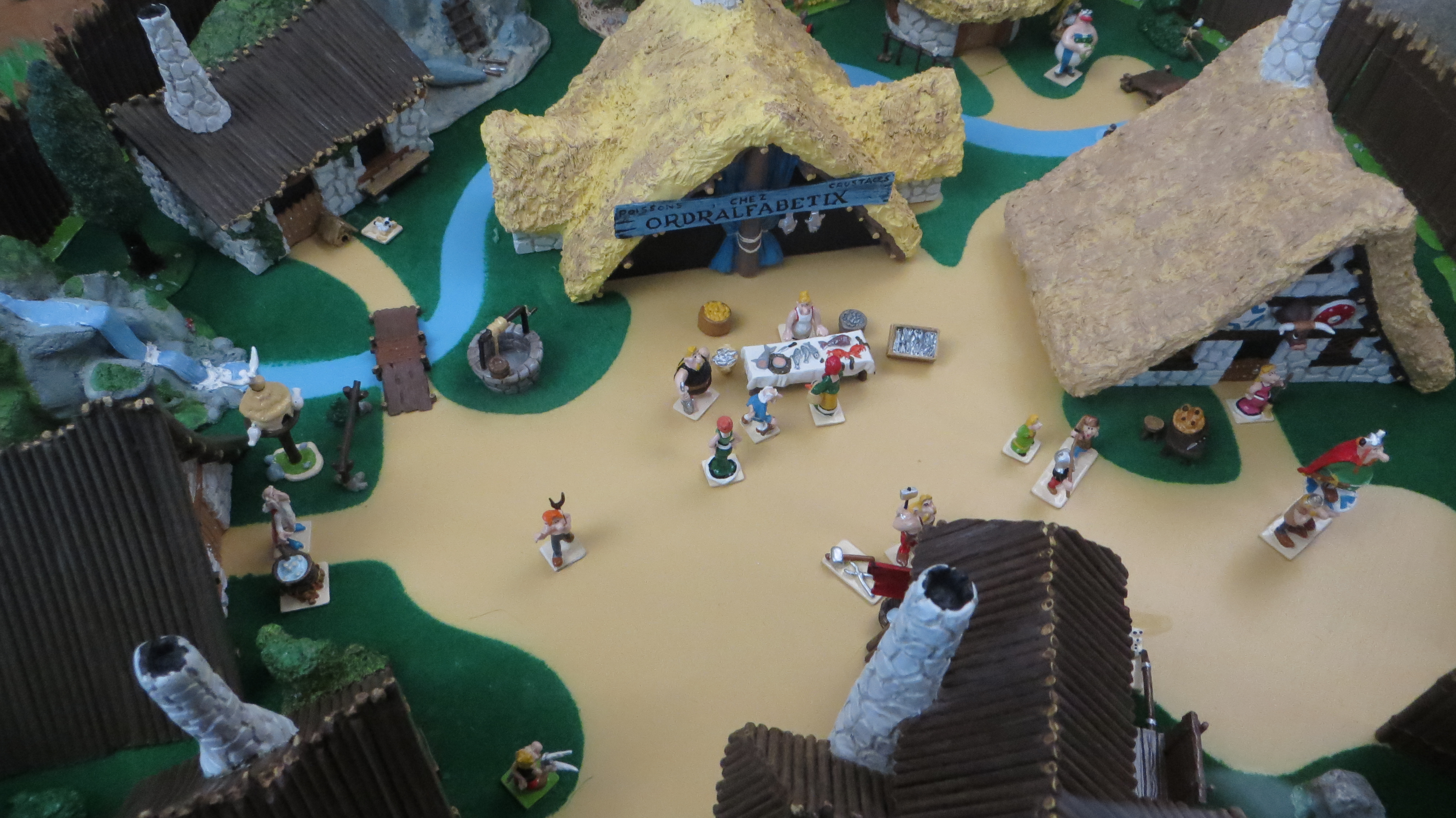
Maquette du village des irréductibles Gaulois, exposée au LWL-Römermuseum Haltern am See.

En 50 avant J.-C., toute la Gaule est occupée par les Romains, à l'exception d'un petit village qui résiste encore et toujours à l'envahisseur. Après une énième défaite subie par les légionnaires, un centurion se persuade de la nature divine des irréductibles Gaulois à la force surhumaine. Informé, Jules César demeure incrédule mais certains de ses conseillers accordent du crédit à l'hypothèse. Le dictateur romain décide alors de trancher la question en lançant un défi au chef Abraracourcix : afin de démontrer qu'ils sont bien des dieux, les Gaulois devront remporter une série de douze épreuves lointainement inspirées par les travaux du demi-dieu Hercule. S'ils réussissent, César leur promet de s'avouer vaincu mais s'ils perdent une seule de ces épreuves, le village entier devra se soumettre à l'autorité de Rome. Abraracourcix accepte, puis désigne Astérix et Obélix comme ses champions. César leur dépêche un arbitre intègre dénommé Caius Pupus, homme de petite taille à la démarche de pigeon.
La première épreuve consiste à battre Mérinos le Grec, athlète olympique originaire de Marathon, lors d'une course à pied. Grâce à la potion magique, Astérix rattrape sans effort apparent son adversaire, en prenant le temps de cueillir des fleurs et des champignons sur le parcours. En réaction, Mérinos accélère et franchit le mur du son mais emporté par son élan, il percute un pommier, d'où résulte une nette amélioration de son profil grec, à en croire Obélix.
La deuxième épreuve exige de lancer un javelot plus loin que Kermès, un Perse au bras droit hypertrophié musculairement. D'un geste vigoureux, ce champion envoie son javelot se ficher jusqu'en Amérique, exploit qui déterre accidentellement la hache de guerre chez les Amérindiens. À son tour, Obélix lance le javelot si fort que le projectile fait le tour complet de la Terre avant de surgir en trombe derrière le Perse qui s'enfuit précipitamment, poursuivi par l'arme de jet.
Pour réussir la troisième épreuve, il faut remporter un combat contre Cylindric le Germain. D'apparence peu impressionnante, ce petit homme vêtu d'un keikogi n'en surclasse pas moins Obélix grâce à sa maîtrise du judo. Privilégiant la ruse à l'attaque frontale, Astérix demande à Cylindric de lui enseigner cet étonnant art martial. Le Germain se plie courtoisement à sa requête, tant et si bien que le Gaulois parvient à vaincre son adversaire trop bon pédagogue.

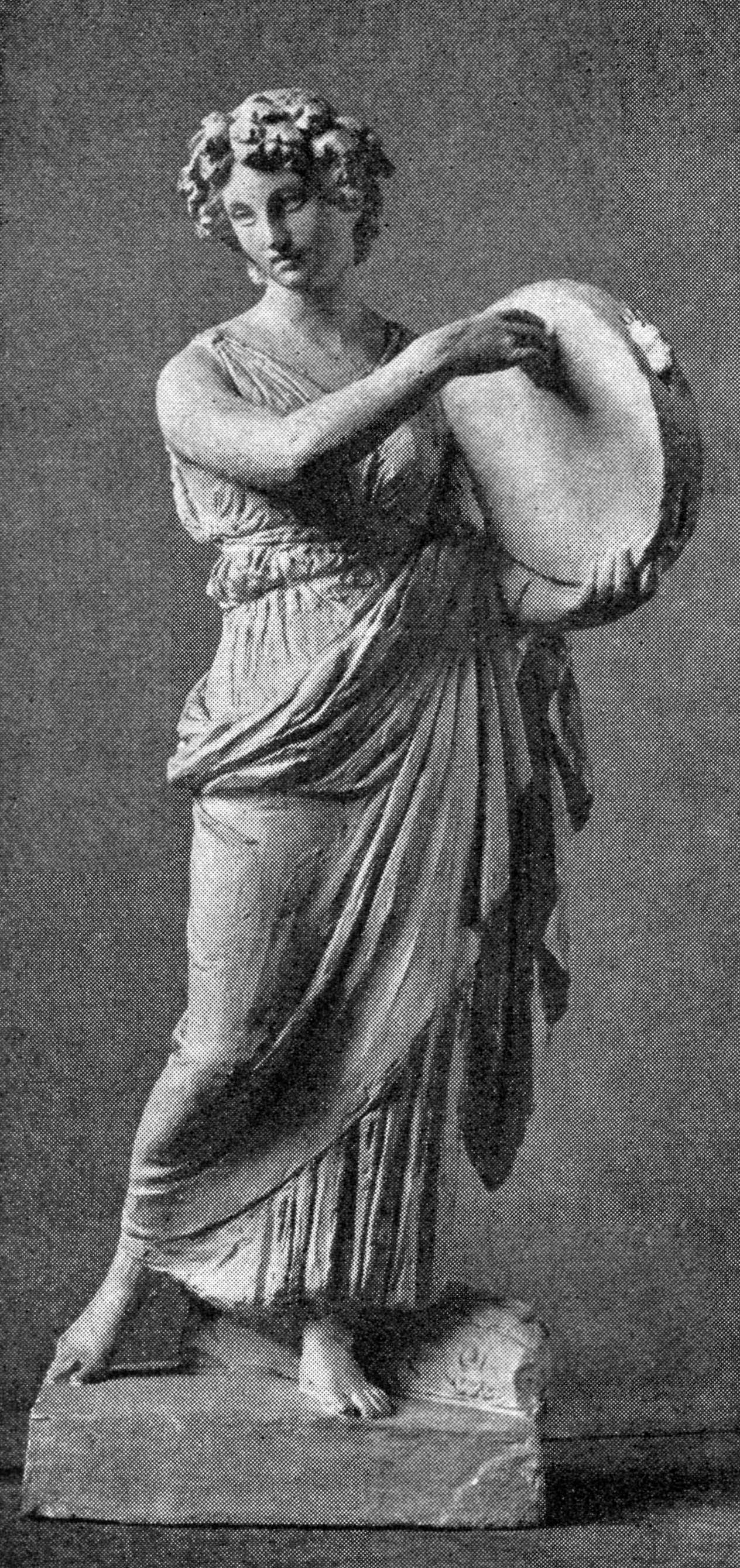
Les prêtresses du plaisir charment les Gaulois au rythme d'une samba. Cette sculpture représente une bacchante exerçant une danse plus traditionnelle.

La quatrième épreuve consiste à traverser un lac sans finir volontairement ses jours sur une île enchanteresse habitée par les prêtresses du plaisir. Leur havre paradisiaque renferme tout ce qu'un homme peut désirer, excepté des sangliers, au grand dam d'Obélix qui s'en plaint vivement, provoquant en retour le courroux des bacchantes. Chassé de l'Île du plaisir, le livreur de menhirs retrouve ses esprits et interpelle Astérix pour qu'il le rejoigne à la nage, l'empêchant ainsi de succomber au charme langoureux de la grande prêtresse.

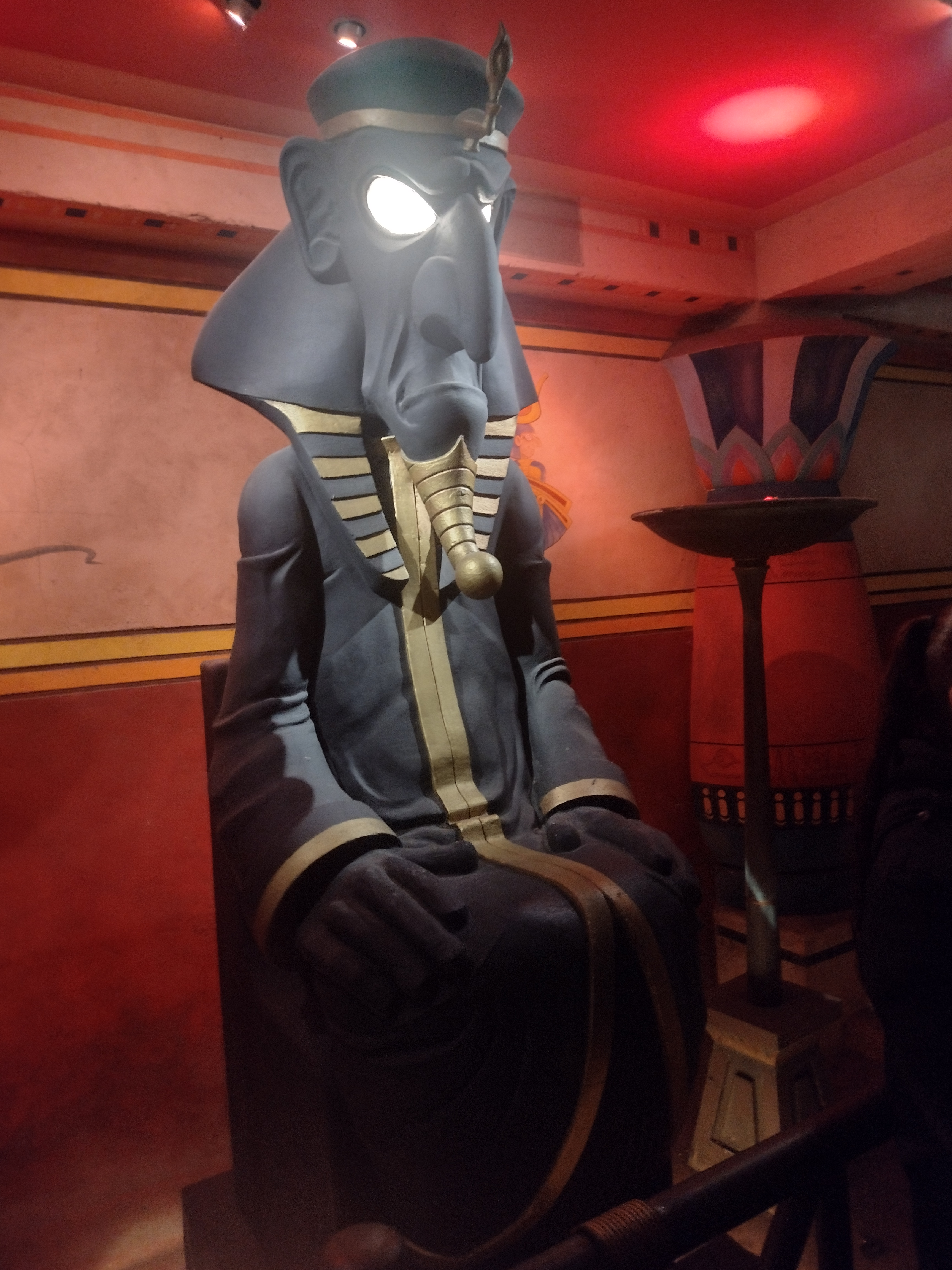
Statue du mage Iris au parc Astérix.

Au cours de la cinquième épreuve, Astérix doit soutenir l'insoutenable regard d'Iris, un mage égyptien capable de persuader les gens de se conduire comme des animaux. Cet hypnotiseur est très vite décontenancé par les interruptions du petit Gaulois qui le questionne sans relâche au sujet de ses yeux lumineux (« Vous pouvez en allumer un seul à la fois ? »). En dernier ressort, l'Égyptien lui intime l'ordre de répéter : « Je suis un sanglier, je suis un sanglier ! ». Astérix reformule alors cette suggestion (« Tu es un sanglier, tu es un sanglier ! ») de sorte qu'Iris finit par s'auto-hypnotiser avant de déguerpir à quatre pattes.
La sixième épreuve se résume à manger entièrement le repas préparé par Mannekenpix le Belge, le cuisinier des Titans. Ce défi sied parfaitement à Obélix, dont l'appétit a été aiguisé par toutes les allusions aux sangliers lors de l'épreuve précédente (d'autant plus qu'il est midi douze). Le livreur de menhirs dévore successivement : un sanglier garni de « pommes qui poussent dans la terre », une volée d'oies, un troupeau de moutons, une omelette de huit douzaines d'œufs, un banc entier de poissons, un bœuf, une vache et deux veaux (« Oui, parce que séparer les familles, ça y faut pas faire, hein ! », précise charitablement le cuisinier), une montagne de caviar (avec son petit toast), un chameau farci, un éléphant fourré aux olives, etc. Il ne reste finalement plus de provisions à Mannekenpix qui, effondré, se résigne à fermer boutique. Non rassasié pour autant, Obélix se plaint que le chef l'ait « laissé tomber juste après les hors-d'œuvre ».

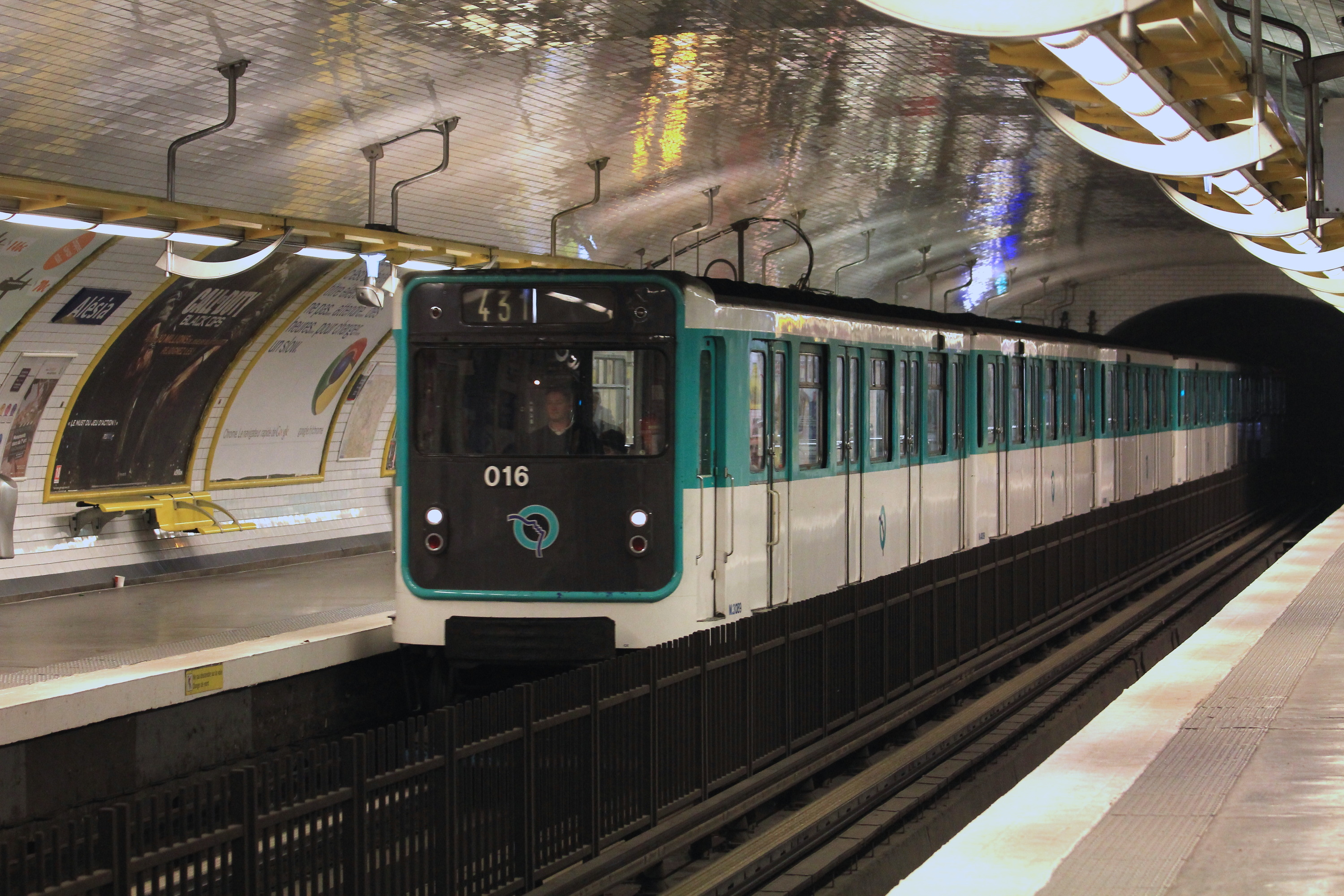
La station de métro Alésia, dont le nom fait référence au siège d'Alésia, bataille entre Jules César et Vercingétorix.

Pour la septième épreuve, il faut pénétrer dans « l'antre de la Bête », une caverne sinistre qui abrite une créature inconnue, et parvenir à en sortir. Imperturbables, Astérix et Obélix se rendent dans la grotte. Ils y croisent d'étranges oiseaux aux ailes membraneuses, assistent à une partie spectrale de tennis jouée avec un crâne, rencontrent une apparition fantomatique malpolie, puis se retrouvent un court instant dans la station de métro Alésia avant d'être replongés dans l'obscurité. Le grondement de la Bête résonne juste après que les gargouillements du ventre d'Obélix aient indiqué l'heure du repas (midi douze, pour mémoire). À la suite d'une ellipse, nos deux héros rejoignent Caius Pupus à la terrasse d'une auberge. Curieux de connaître l'apparence du monstre, l'arbitre romain leur demande : « La Bête, elle était comment ? », ce à quoi Obélix répond candidement qu'« elle était bonne » avant de se commander un digestif.
Lors de la huitième épreuve, Astérix et Obélix sont tenus de se procurer le laissez-passer A-38 dans la « maison qui rend fou ». Ce dédale bureaucratique courtelinesque abrite un réceptionniste sourd, des commis procéduriers et des secrétaires jacasseuses qui redirigent sans cesse les deux Gaulois d'un bureau à l'autre, prolongeant à loisir les interminables démarches nécessaires à l'obtention du laissez-passer en question. Après avoir calmé Obélix, victime d'une violente crise de nerfs, Astérix décide de prendre les ronds-de-cuir à leur propre jeu en requérant un imaginaire laissez-passer « A-39 » en application d'une circulaire « B-65 » pareillement fantaisiste. Le personnel administratif se met en quête du document inexistant, amorce d'une fièvre collective qui détraque la lourde machine bureaucratique en faisant sombrer l'ensemble des fonctionnaires dans la folie. Au bout du compte, désireux de ramener l'ordre dans les bureaux, le Préfet romain accorde le laissez-passer A-38 aux Gaulois, puis leur somme de quitter les lieux, avant de perdre lui-même la raison en réalisant après coup la portée de son geste. Un conseiller prévient ensuite César de la victoire d'Astérix et Obélix, en ajoutant qu'« Hercule lui-même » n'aurait jamais réussi une épreuve pareille.
La neuvième épreuve en appelle à l'agilité des deux Gaulois, qui doivent franchir un ravin en marchant sur un fil invisible suspendu au-dessus des crocodiles du Nil. Au milieu de la traversée, Astérix et Obélix perdent l'équilibre et choisissent finalement de se laisser tomber pour affronter les reptiles, qu'ils expédient à leur tour sur le fil invisible.

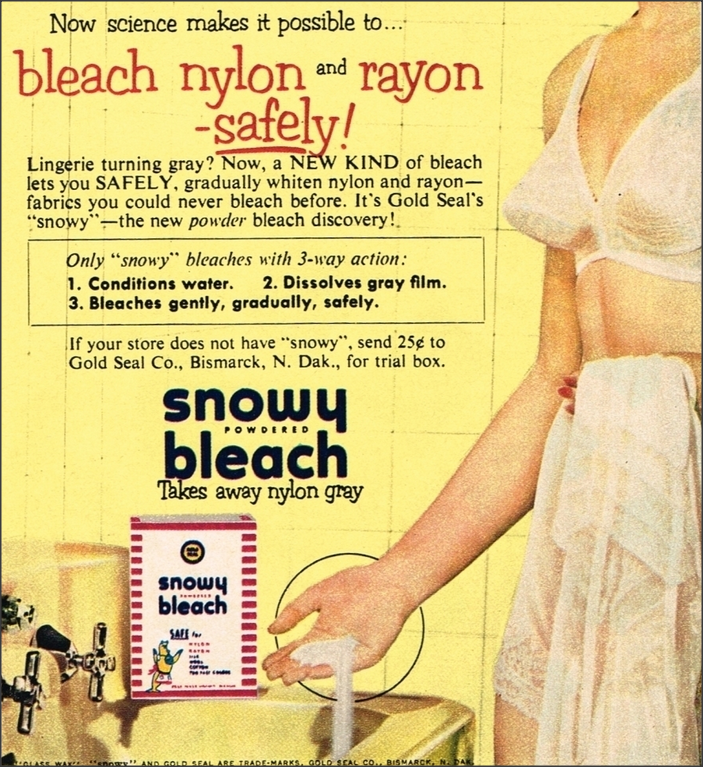
À l'image de cette réclame, la lessive Olympe laisse les mains vachement douces !

La dixième épreuve contraint Astérix et Obélix à escalader les pentes abruptes d'une imposante montagne enneigée pour aller résoudre l'énigme du « Vénérable du sommet ». Ce dernier défie Astérix, les yeux bandés, de reconnaître quelle pile de linge a été lavée avec « Olympe, la lessive des Dieux ». Lorsque le Gaulois désigne la pile appropriée en décelant sa douceur et sa souplesse distinctives, le Vénérable abandonne son attitude hiératique pour vanter gaillardement les mérites du produit sur fond de jingle, avant de prendre à témoin les dieux du panthéon romain. Jupiter, exaspéré par les Gaulois, déchaîne la foudre.
Pour la onzième et avant-dernière épreuve, les Gaulois doivent passer la nuit dans la plaine des Trépassés. Or l'endroit est peu propice au repos car il demeure hanté par les fantômes de légionnaires tués au combat. Nullement effrayé, Obélix se démène en vain pour assommer les revenants immatériels et leur officier, à tel point que le tapage nocturne réveille Astérix. Épuisé et furieux, le petit Gaulois gourmande le centurion spectral (« Vous savez l'heure qu'il est ?!? ») et lui intime vertement le silence. L'ectoplasme disparaît, épouvanté par ces manières peu amènes.
| |  |  |
| Aux jeux cruels représentés dans l'arène, les Gaulois préfèrent le spectacle bon enfant des saltimbanques modernes, au grand désespoir du laniste qui se lamente qu'ils « ont tué le cirque ! » |  |  |

Enfin, la douzième et dernière épreuve consiste à participer et survivre aux jeux du cirque. Bien à propos, les deux héros se réveillent inexplicablement devant le palais de Jules César à Rome. Ils y retrouvent tous les membres de leur village, conviés à combattre dans l'arène du cirque Maxime. Non contents de vaincre les gladiateurs, les Gaulois inventent le cirque moderne en offrant au public romain un grand spectacle avec des numéros de clowns, de jonglerie et des tours de magie, sans oublier le dressage et le domptage des fauves initialement voués à les dévorer.
César admet la divinité des irréductibles Gaulois et les coiffe de sa couronne de laurier, leur cédant ainsi le pouvoir sur la République romaine. Il se retire ensuite dans une paisible villégiature avec la reine Cléopâtre. En récompense de ses services, l'honnête Caius Pupus prend sa retraite sur l'Île du plaisir. Tandis que les Gaulois fêtent leur réussite autour d'un banquet, Obélix demande s'ils sont vraiment devenus les « maîtres de Rome », ce à quoi Astérix rétorque plaisamment qu'il s'agit d'un dessin animé et que tout est permis. Enchanté, Obélix se téléporte alors sur l'Île du plaisir pour y déguster son sanglier et tomber dans les bras de la grande prêtresse.

## Fiche technique
- Titre : Les Douze Travaux d'Astérix
- Réalisation : René Goscinny et Albert Uderzo
- Scénario : René Goscinny et Albert Uderzo, adapté de leur œuvre avec la collaboration de Pierre Tchernia
- Direction de la réalisation : Henri Gruel et Pierre Watrin
- Décors : Pierre Watrin, Pierre Leroy, Marie-Luce Image, Geneviève Desgagnes, Lucien Murtin et Philippe Wallet
- Animation : Bernard Roso, Robert Maxfield, José Abel, Jean Muller, Jean Gillet, Patrick Cohen, Harold Whitakker, Vivian Miessen, John Perkins, Dave Unwin, Brian Larkin, Borge Ring, Christopher Evans, Georges Grammat, John Halas, Janine Clerfeuille, Jean-Pierre Jacquet, Denis Boutin, Alberto Ruiz, Christiane Clerfeuille et Claude Monfort
- Supervision technique : Jacques Leroux, assisté de Jean-Pierre Watrin et Marie-Claude Martin
- Photographie : Jacques Capo, Michel Gantier et Denis Gruel
- Effets sonores : Henri Gruel
- Montage : René Chaussy, Minouche Gauzins, Isabelle Garcia De Herreros et Michèle Neny
- Musique : Gérard Calvi
- Production : René Goscinny, Albert Uderzo et Georges Dargaud
- Sociétés de production : Studios Idéfix, Dargaud Films, Les Productions René Goscinny, Halas et Batchelor
- Sociétés de distribution : Gaumont (France), Cinema International Corporation (Royaume-Uni)
- Genre : animation
- Durée : 82 minutes
- Pays d'origine :  France,  Royaume-Uni
- Langue originale : français
- Format : couleur — 35 mm — 1,66:1 — son mono
- Dates de sortie : 
  - France : 20 octobre 1976
  - Royaume-Uni : 19 décembre 1976

## Distribution

### Voix originales
- Roger Carel : Astérix / Idéfix / Caius Pupus / Vulcain / un conseiller de César / voix additionnelles
- Jacques Morel : Obélix
- Georges Atlas : Cétautomatix / le fantôme de la plaine des Trépassés / Mars / le chef indien / le squelette caissier / le contrôleur de coordination des archives à venir
- Claude Bertrand : un conseiller de César
- Caroline Cler : une employée de la maison qui rend fou
- Micheline Dax : la grande prêtresse de l'Île du Plaisir / Cléopâtre
- Claude Dasset : l’homme sur la balançoire / le chef des gladiateurs
- Gisèle Grimm : une employée de la maison qui rend fou
- Gérard Hernandez : le vénérable du sommet
- Jacques Hilling : le décurion / le gardien du cirque
- Nicole Jonesco : Mme Agecanonix / une employée de la maison qui rend fou / Junon
- Henri Labussière : le réceptionniste de la maison qui rend fou / un gaulois
- Odette Laure : employée du guichet II de la maison qui rend fou
- Bernard Lavalette : le préfet de la maison qui rend fou / Hermès / Assurancetourix (Arrivée à Rome)
- Roger Lumont : Cylindric le Germain, prof de karaté
- Jean Martinelli : Jules César / Jupiter
- Pascal Mazzotti : deux conseillers de César
- Mary Mongourdin : prêtresses
- Henri Poirier : Ordralfabétix / le centurion
- Lawrence Riesner : un conseiller / geôlier
- Stéphane Steeman : Mannekenpix, le belge
- Jean Stout : le perroquet chantant "Samba !"
- Monique Thubert[note 1] : la déesse Vénus
- Pierre Tornade : Abraracourcix
- Henri Virlogeux : Panoramix / Iris, le mage égyptien
- Nicole Vervil : Bonemine / une employée de la maison qui rend fou
- Pierre Tchernia : le narrateur
- Pierre Trabaud : Assurancetourix (Combat dans l'arène)
- Alice Sapritch : voix additionnelles

Studio d'enregistrement : Studios Davout et Studios Idéfix
Directeur artistique : Pierre Tchernia
Dialogues : René Gosciny, Albert Uderzo et Pierre Tchernia
Mixage : Studios de Boulogne
Ingénieur du son : Jean Neny
Sources : Planète Jeunesse, Allodoublage, Doublanim’, RS Doublage, Allociné et sur le site officiel Astérix.com

## Production et réalisation

### Un premier dessin animé pour les studios Idéfix

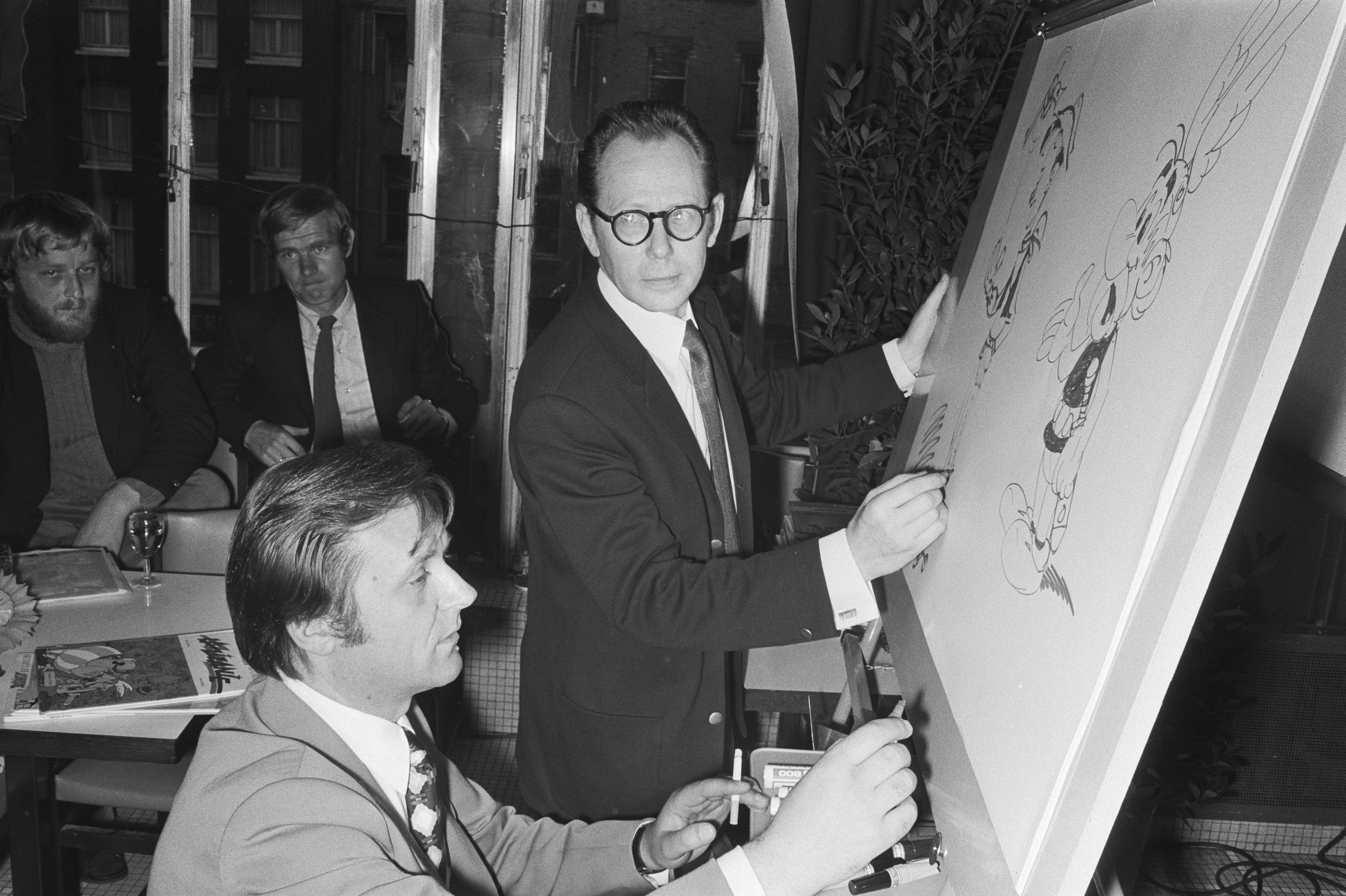
Albert Uderzo, devant son collègue Morris, à Amsterdam, en mai 1971, l'un dessinant Astérix et l'autre Lucky Luke.

Dans les années 1960, la bande dessinée française à succès Astérix a connu ses premières adaptations en dessin animé. La première, Astérix le Gaulois, adaptée du premier album du même nom, est produite par les studios belges Belvision, sous l'impulsion de l'éditeur Georges Dargaud, sans en informer les deux auteurs de la série, René Goscinny et Albert Uderzo. Ces derniers ne découvrent le film que lors d'une projection privée, mais ne s'opposent pas à sa sortie en salle, qui est un succès. N'étant pas convaincus par la qualité artistique de cette première adaptation, ils décident de superviser eux-mêmes la direction artistique de la seconde adaptation, Astérix et Cléopâtre, d'après l'album du même nom, toujours produite par Belvision. Uderzo dessine le storyboard tandis que Goscinny est épaulé par Pierre Tchernia dans l'adaptation du scénario. Malgré leur implication dans la réalisation du dessin animé, Goscinny et Uderzo sont quelque peu déçus par l'aspect visuel du film, bien qu'ils aient effectué de nombreux voyages à Bruxelles, aux studios Belvision, pour surveiller la qualité de l'animation et le respect du graphisme des personnages. Pour eux, ces voyages restent insuffisants et il leur faudrait une présence quasi-permanente auprès des animateurs pour réaliser de nombreuses vérifications et corrections.
À l'automne 1973, René Goscinny, Albert Uderzo et leur éditeur Georges Dargaud s'associent donc pour créer leur propre studio d'animation, les studios Idéfix. Posséder leur studio de dessin animé est depuis longtemps un rêve pour Goscinny et Uderzo, qui veulent devenir les Walt Disney français. À l'époque, lancer la création d'un dessin animé de long-métrage en France est une aventure complexe et presque inédite, la France ne comptant plus de grand studio d'animation depuis la fermeture en 1952 des studios Les Gémeaux de Paul Grimault,, ruinés par le projet de La Bergère et le Ramoneur.

« Goscinny et moi étions très malheureux à la vision des précédents films, même si le public les avait suivis. Les deux premiers films n’ont pas été un titre de gloire pour nous. Et il a fallu subir plusieurs fois les premières… À force de revoir ces défauts que nous ressentions toujours plus parce que nous les connaissions mieux, ils étaient devenus énormes ! Pour celui-ci, on pourra éviter ce genre de choses. Goscinny et moi faisons le storyboard et nous espérons tout superviser. Car cette fois le dessin animé sera réalisé à Paris, par un studio que nous avons nous-mêmes créé. Nous serons à la fois auteurs et réalisateurs, nous travaillerons vraiment étroitement avec les animateurs. Si l’on se lance dans cette aventure, c’est que l’on a mis le paquet ! »

— Albert Uderzo,,.

« C’est un vieux rêve d’enfance que nous avions avec Albert Uderzo, qui lui a débuté d’ailleurs dans le dessin animé. C’est l’aboutissement de dix ans de travail, parce que nous avons commencé à faire du dessin animé dans d’autres studios. Il a fallu dix ans pour que nous puissions avoir nos propres studios et réaliser les films tels que nous les souhaitions. Nous l’avons fait, je dois dire, grâce à Astérix, qui est un personnage miracle et qui est notre vedette, et qui nous a permis de plusieurs façons de réaliser ce rêve. »

— René Goscinny.
René Goscinny fait appel à Henri Gruel pour constituer les équipes techniques et artistiques des studios Idéfix. Ce dernier a réalisé plusieurs courts-métrages d'animation et a été le responsable des effets sonores d’Astérix le Gaulois et Astérix et Cléopâtre, ainsi que des deux réalisations de Pierre Tchernia scénarisées par Goscinny, Le Viager et Les Gaspards. Gruel obtient de Goscinny de pouvoir partager la direction artistique des studios avec Pierre Watrin, qu'il considère comme un excellent dessinateur, l'un des meilleurs anciens animateurs de Paul Grimault. Durant plusieurs mois, Gruel et Watrin contactent d'anciens artistes et animateurs, ainsi que de jeunes artistes prometteurs. La plupart des anciens animateurs de Paul Grimault travaille alors dans de petites structures de dessin animé, et serait intéressée par l'idée de retravailler dans un « vrai » studio. Pourtant, la recherche de Pierre Watrin et Henri Gruel s'avère difficile, la plupart des anciens employés des studios Les Gémeaux s'étant reconvertis dans l'illustration et la publicité. Les talents manquent et, à la demande de Goscinny, Henri Gruel réclame à la Chambre de commerce et d'industrie de Paris l'ouverture d'une section cinéma d'animation pour fournir en jeunes artistes les studios, qui offrent ainsi un emploi aux étudiants dès leur sortie de l'école ; quelques mois plus tard, sous l'impulsion de Pierre Ayma, un département « Cinéma d'animation » est créé dans le Centre de formation technologique des Gobelins,.
Les locaux des studios Idéfix sont installés au 16 rue Guillaume-Tell, dans le 17e arrondissement de Paris. Gérard Pradal devient le directeur des studios, et confie son poste de rédacteur en chef de 
Pilote à Guy Vidal. Lors d'une réunion préparatoire le 25 janvier 1974, René Goscinny demande aux nouveaux animateurs et aux jeunes postulants d'animer « en guise de test d'embauche, une scène dans laquelle Astérix et Obélix arrivent dans l'image par la droite, face à deux Romains rapidement ejectés du cadre, d'une baffe pour l'un et d'un uppercut pour l'autre », pour se familiariser aux graphismes d'Uderzo.

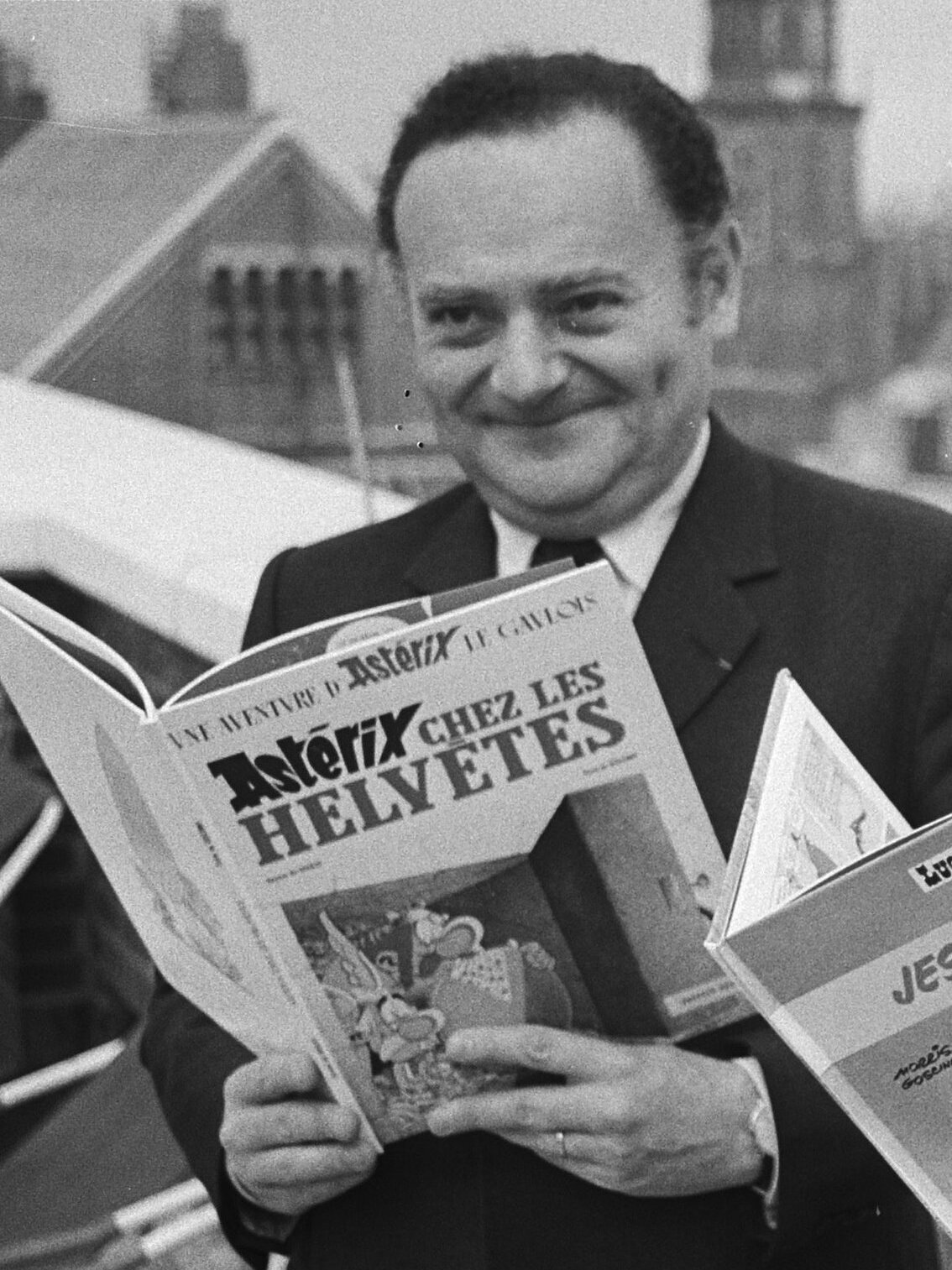
René Goscinny tenant dans ses mains l'album Astérix chez les Helvètes.

Suivant l'exemple de Lucky Luke, René Goscinny décide que le premier projet des studios Idéfix se basera sur un scénario original, directement adapté à la narration cinématographique,. Albert Uderzo trouve le point de départ de l'histoire et le soumet à Goscinny tandis qu'ils patientent dans une salle d'attente de l'hôpital américain de Neuilly où Gilberte Goscinny est en train de subir des examens médicaux : 

« En prospectant les légendes classique de l'Antiquité, je m'étais arrêté aux douze travaux d'Hercule. René a saisi l'idée au vol, car il y voyait la possibilité de douze sketches greffés sur un thème central. »

— Albert Uderzo,
Pierre Tchernia participe de nouveau à l'écriture du scénario et des dialogues. Le scénario de Goscinny détaille, pour chaque scène, avec beaucoup de précisions, le décor, la mise en scène, les sons et les dialogues. Uderzo crée le storyboard, ou « scénarimage », et les model sheet destinés aux animateurs.
Durant les deux ans de travail sur le film, Goscinny et Uderzo publient tout de même deux albums : La Grande Traversée et Obélix et Compagnie.

### Fabrication du film
« Un travail de fourmi ! Il faut d’abord dire que c’est une technique artisanale d’une grande précision. En gros, les étapes sont les suivantes : on écrit un scénario, on fait un découpage que l’on nomme un storyboard, on dessine, on filme, et il ne reste plus qu’à prier le ciel ! »

— René Goscinny.

« Deux années de travail, 500 000 dessins, 400 décors et une dose de patience à toute épreuve ! Les animateurs sont les magiciens du dessin animé. Ils doivent être non seulement d’excellents dessinateurs, mais ils doivent avoir en plus le sens du mouvement en étant de bons comédiens, car ce sont eux qui donnent vie aux personnages. »

— Albert Uderzo.

#### Enregistrement des dialogues
L'enregistrement des dialogues a lieu avant le travail d'animation, pour synchroniser avec précision le mouvement des lèvres des personnages. De la même manière, pour inspirer le travail des animateurs, les thèmes musicaux du film sont créés par le compositeur Gérard Calvi dès le début de la production. Sous la direction de René Goscinny et Pierre Tchernia, les comédiens enregistrent leurs dialogues avec le storyboard comme unique référence visuelle. Pour la plupart issus de la distribution vocale des deux adaptations précédentes, Astérix le Gaulois et Astérix et Cléopâtre, certains comédiens doublent plusieurs personnages, comme Roger Carel (Astérix, Caius Pupus, Idéfix), Micheline Dax (la grande prêtresse de l'île du Plaisir et Cléopâtre) ou encore Pierre Tornade (Abraracourcix et Assurancetourix). Toutefois, une partie des dialogues et de la musique est ré-enregistrée en postsynchronisation avec les bruitages, pour coller à la version définitive de l'animation, les comédiens pouvant s'améliorer à la vue des images.

#### Model sheet
Pour chaque personnage, Albert Uderzo dessine des feuilles de modèle où le personnage est représenté de face, de trois quarts, de profil et de dos, avec des expressions, positions et attitudes variées. Il réalise ainsi plusieurs dizaines de dessins, qui sont photocopiés et distribués aux animateurs, pour qu'ils respectent le graphisme, le volume et les proportions des personnages conçus par Uderzo. Par la suite, des photocopies de ces planches sont mises en couleur, pour établir les références de peinture destinées aux « gouacheuses », qui appliquent la couleur sur les celluloïds. De plus, des bustes en plâtre des principaux personnages et des accessoires difficiles à dessiner (casque à ailes, glaive) sont mis 
à la disposition des animateurs.

#### Layoutet animation
En se basant sur des photocopies agrandies du storyboard, le directeur de l'animation réalise le layout, c'est-à-dire la mise en place de l'animation et le décor de chaque plan du film, qu'il ne fait qu'esquisser, avec des indications sur les mouvements de caméra. Son travail sert de base aux animateurs et au décorateur. Ensuite, l'animateur débute l'animation en esquissant au crayon les positions extrêmes du mouvement du sujet, que son assistant complète en comblant les espaces entre chaque dessin. L'assistant vérifie aussi chaque détail vestimentaire, en s'aidant des model sheet.
Un minimum de douze dessins doivent être produits pour réaliser une seconde d'animation. Filmés image par image, les dessins sont régulièrement projetés en présence des animateurs et des auteurs Goscinny et Uderzo, qui vérifient ainsi la qualité du mouvement et le respect du graphisme.

#### Traçage et mise en couleurs

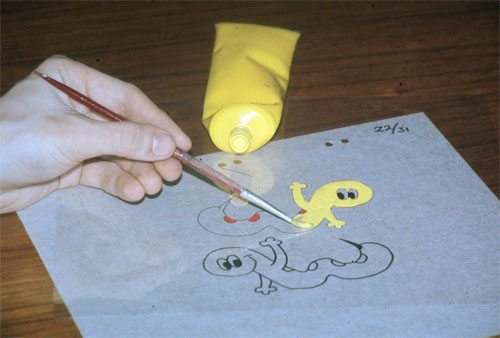
Peinture d'un dessin encré sur un celluloïd perforé, en 1969.

### Bande originale
Gérard Calvi compose la musique des Douze Travaux d'Astérix, après celles d'Astérix le Gaulois, Le Petit Baigneur, Astérix et Cléopâtre, Le Viager et Les Gaspards.
À l'instar des dialogues, les thèmes musicaux du film sont esquissés par le compositeur Gérard Calvi dès le début de la production, pour inspirer le travail des animateurs. Contrairement à Astérix et Cléopâtre, le film ne contient pas de séquences chantées. Pour le film, Gérard Calvi compose un nouveau thème d'Astérix « influencé par le langage du jazz », différent de celui d’Astérix le Gaulois, et une samba pour les scènes de l'Île du Plaisir.

« J'ai enregistré une maquette de cette samba avant de convoquer les danseurs brésiliens que l'on a filmé en pleine action, pour ensuite, à l'animation, reproduire les mouvements de leurs corps sur Obélix, quand il danse lui-même la samba. Vous imaginez la situation : comme dans la cabine des Marx Brothers, on s'est retrouvé dans un bureau de vingt mètres carrés chez Dargaud, rempli de Brésiliens qui se trémoussaient sur ma musique en se cognant contre les tables. »

— Gérard Calvi,.

## Accueil

### Sortie et promotion
Les studios Idéfix réalisent deux courtes séquences animées destinées à la promotion du film. L'une met en scène les héros gaulois et Jules César avec les animateurs vedettes de la radio Europe 1, Denise Fabre, Maryse et Philippe Gildas (caricaturés par Uderzo). L'autre est une séquence de cinq minutes mélangeant prise de vues réelle et dessin animé : destinée à une émission intitulée « Ces drôles de Français » pour Les Dossiers de l'écran d'Antenne 2, elle permet à Pierre Tchernia d'interviewer Astérix et Obélix animés, avant de passer à Goscinny et Uderzo en chair et en os ; l'émission se termine sur le traditionnel banquet final où Tchernia, caricaturé par Uderzo, festoie en compagnie des deux Gaulois,.
Georges Dargaud réunit de grands moyens pour la promotion du film, en organisant notamment une grande tournée à travers la France, retenant spécialement un Falcon de Dassault Aviation « afin d'effectuer une étape par jour et offrir une projection aux édiles des grandes villes choisies et à la presse régionale », comme l'explique Uderzo. Toutefois, son épouse Gilberte étant atteinte d'un cancer, René Goscinny ne participe pas à cette tournée, pour rester auprès d'elle. Uderzo présente donc leur film sans son partenaire, en compagnie de Dargaud et de l'attachée de presse.

### Box-office
Le film a totalisé 2 202 481 entrées en France,, 7 198 628 entrées en Allemagne, 336 241 entrées au Danemark, 287 290 entrées en Espagne et 139 381 entrées en Suède.
| Semaine | Semaine                         | Rang | Entrées | Cumul           | no 1 du box-office hebdo. | Source |
| ------- | ------------------------------- | ---- | ------- | --------------- | ------------------------- | ------ |
| 1       | 20 octobre au 26 octobre 1976   | 4e   | 73 043  | 73 043 entrées  | Le Corps de mon ennemi    |        |
| 2       | 27 octobre au 2 novembre 1976   | 4e   | 106 478 | 179 521 entrées | L'Aile ou la Cuisse       |        |
| 3       | 3 novembre au 9 novembre 1976   | 7e   | 44 681  | 224 202 entrées | L'Aile ou la Cuisse       |        |
| 4       | 10 novembre au 16 novembre 1976 | 8e   | 49 449  | 273 651 entrées | L'Aile ou la Cuisse       |        |
| 5       | 17 novembre au 23 novembre 1976 | 17e  | 19 535  | 293 186 entrées | La Malédiction            |        |

### Exploitation ultérieure à la télévision et en vidéo

Titre sur les éditions vidéo.

De 1976 à 2016, Les Douze Travaux d'Astérix a été diffusé à quarante-cinq reprises à la télévision française, étant, en 2016, le huitième film le plus diffusé sur les chaînes nationales, selon une étude du CNC. Il a notamment été diffusé vingt fois de 2006 à 2019.
Depuis 1982, la station de télévision Télé-Québec, met en ondes pour le congé des fêtes, à partir de la mi-décembre jusqu'au début janvier, une grille horaire spéciale ; la série de films jeunesse Ciné-cadeau. Plusieurs dessins animés, dont Les Douze Travaux d'Astérix, sont diffusés en rafale. À partir du 16 mars 2020 pour deux semaines, lors du confinement dû au Covid-19, cette chaîne de télévision diffuse Ciné-mollo. Les Douze Travaux d'Astérix y est présenté le 20 mars.

## Autour du film

### Albums dérivés
À la différence des autres films, celui-ci n'a pas été basé sur un album préalablement édité mais d'après un scénario inédit qui fut décliné en format papier dans différentes éditions.

#### 1976
Les 12 Travaux d'Astérix
Dès sa sortie, le film a été adapté sous forme de roman illustré d'images tirées du film au format album de 60 pages A4 et à couverture cartonnée. La narration et les dialogues sont sensiblement identiques au film. À quelques reprises, au fil des ans, l'illustration de la couverture a été changée.
Version en mini-livres
Dargaud presse diffuse une adaptation de l'album, découpée en douze « mini-livres » de 16 pages. Le texte est sensiblement le même mais les illustrations sont inédites. Elle est publiée en encart dans plusieurs quotidiens régionaux.
Version Sud Ouest
Le quotidien Sud Ouest obtient l'exclusivité d'une version sous forme de strips qui deviendra bientôt rarissime. Dans ses éditions du 8 octobre (numéro 9965) au 13 novembre (numéro 9995), le journal publie trente-et-une planches (dont quatre en couleur[réf. nécessaire]), avec découpage des scènes et bulles de dialogues, à raison d'une planche de trois à six strips par jour. Uderzo supervise la production de cette adaptation, effectuée à partir d'un millier de ses croquis et feuilles de modèle originaux. Elle aurait été dessinée par Marcel Uderzo, le frère d'Albert, et demeure assez fidèle au film. L'intégralité de l’œuvre est bientôt publiée en couleur dans un fascicule publicitaire de trente-deux pages offert dans les stations service Chevron en Belgique contre 50 litres d'essence,. Subséquemment, cette version n'est jamais sortie de façon officielle mais des éditions pirates existent. Cette version en strips en noir et blanc a également été publiée dans le journal La Voix du Nord fin 1976 à raison de 108 strips représentant 27 planches, au rythme de 2 strips par jour (sauf 2 parutions de 3 strips simultanés : bandes 83 à 85 et 104 à 106)[réf. nécessaire].

#### 2016
Les XII Travaux d'Astérix
Pour commémorer le quarantième anniversaire de la sortie du film, Hachette Livre publie une version entièrement revisitée de l'album originel incluant quarante images, issus de la production du dessin animé, présentées en pleines pages, encrées à la plume et colorées à l’aquarelle. Uderzo signe un nouveau dessin pour la page de couverture.
Les 12 Travaux d'Astérix – Edition Artbook
Un tirage de luxe de 96 pages, basé sur l'édition de 1976 et incluant 16 pages d'un cahier graphique, a été publié le 19 octobre par Hachette Livre. Y sont inclus également douze ex-libris au format 295 × 375 mm imprimés sur papier 250g,.

### Version audio
Un 33 tours, sur l'étiquette Pathé/EMI, accompagné de huit pages de dessins tirés du film, a aussi été commercialisé en 1976. On entend les mêmes comédiens du dessin animé sur cette version audio.
- Texte : René Goscinny
- Illustrations : Albert Uderzo
- Musique : Gérard Calvi
- Orchestrations : Gérard Calvi, Mickey Nicolas
- Producteur : Henri Gruel
- Ingénieur de son : Jean-Claude Lefevre[50]

### Dans la culture populaire
Une quête du jeu vidéo The Witcher 3 : Wild Hunt et plus précisément dans l'extension Blood and Wine est une référence à la 8ème épreuve. Le joueur doit en effet naviguer dans l'enfer bureaucratique de la banque de Beauclair, notamment en questionnant plusieurs guichetiers et greffiers afin d'obtenir le formulaire A38.